# اینجا (فیلم ۲۰۱۱)
اینجا (به انگلیسی: Here) یک فیلم عاشقانه و درام آمریکایی محصول سال ۲۰۱۱ به کارگردانی برادن کینگ که نویسندگی فیلم را نیز با دنی والنت انجام داده‌است. در این فیلم بن فاستر و لوبنا آزابال به ایفای نقش پرداخته‌اند.

## داستان
ویل شپرد (فاستر)، یک مرد جوان مجرد که در منطقه خلیج سان فرانسیسکو زندگی می‌کند، به ارمنستان سفر می‌کند تا نقشه‌برداری در مناطق روستایی کشور انجام دهد تا ویژگی‌های زمینی را تأیید کند و با داده‌های ماهواره جی، پی، اس هماهنگ شود. او در آنجا با گادارین نظریان (آزابال)، یک عکاس سابق و حرفه‌ای ارمنی با روحیه آشنا می‌شود که برای مواجهه با مسائل خانوادگی به خانه بازگشته است. او تصمیم می‌گیرد ویل را در سفر همراهی کند و به عنوان مترجم او عمل کند، در حالی که عکس می‌گیرد. آنها در حومه شهر عاشق هم می‌شوند و …

## تولید
این فیلم در لوکیشن در ارمنستان فیلمبرداری شده‌است.

## بازخوردها
اینجا اکثراً نظرات مثبتی را به خود اختصاص داده‌است و در حال حاضر دارای ۷۱٪ امتیاز مثبت در راتن تومیتوز بر اساس ۱۳ بررسی است. استیون هولدن از نیویورک تایمز در مورد این فیلم گفت: «اینجا که در کراولی فیلمبرداری کرده‌است، هنوز هم خیره کننده است. همانطور که هست، من بی نهایت آن را تحسین می‌کنم.»

## جوایز
- جشنواره فیلم برلین ۲۰۱۱
- جایزه ویژه هیئت داوران (برنده)...[۴]
- جایزه ایندیپندنت اسپیریت...[۵]
- بهترین فیلمبرداری: لول کراولی (نامزد)